# Naga prawda (film 1937)
Naga prawda (ang. The Awful Truth) – amerykański film z 1937 w reżyserii Leo McCareya.

## Obsada
- Cary Grant
- Irene Dunne
- Ralph Bellamy
- Alexander D'Arcy
- Cecil Cunningham
- Molly Lamont
- Esther Dale
- Joyce Compton
- Robert Allen
- Robert Warwick
- Mary Forbes

## Nagrody i nominacje
| Nazwa nagrody | Wygrane                            | Nominacje |
| ------------- | ---------------------------------- | --- |
| Oscar         | 1938 Najlepszy reżyser Leo McCarey | 1938 Najlepszy film wytwórnia Columbia Pictures Najlepsza aktorka pierwszoplanowa Irene Dunne Najlepszy aktor drugoplanowy Ralph Bellamy Najlepszy montaż Al Clark Najlepszy scenariusz Viña Delmar |

## Wyróżnienia
| Rok wyróżnienia | Amerykański Instytut Filmowy                                    | Miejsce     |
| --------------- | --------------------------------------------------------------- | ----------- |
| 2000            | Lista 100 najśmieszniejszych amerykańskich filmów wszech czasów | 68. miejsce |
| 2002            | Lista 100 najlepszych amerykańskich melodramatów wszech czasów  | 77. miejsce |